# Джеймс Голден
Джеймс «Джим» Голден — капітан космічного корабля «Росінант». Роль виконував Стівен Стрейт. Голден народився в Монтані на Землі, приєднався до військово-космічного флоту ООН, згодом був з ганьбою звільнений після семи років служби. Після знищення «Кентербері» Голден разом із Шедом Гарві, Наомі Нагатою, Амосом Бертоном і Алексом Камалом пройшли випробування, щоб знайти справжнього винуватця, розкриваючи змови та таємниці в Сонячній системі і за її межами. Його пригоди тривали на борту «Rocinante», і зрештою принесли визнання в усій системі та призначення першим президентом Транспортного союзу.

## Створення персонажа та розвиток
Джеймс — єдина дитина, народжена вісьмома батьками як частина генетичного колективу. В той час, коли населення Землі перевищує 30 мільярдів, у людей є великі стимули не мати дітей, а незабудована земля залишається далеким спогадом для більшості населення планети. Батьки ДНК штучно об'єднали, щоб створити спадкоємця боротьби його предків за збереження однієї з останніх неосвоєних пустель Монтани. Коли йому було 18 років, одна з матерів, Еліза, в момент почуття провини сказала Джеймсу, що він був вихований, щоби вести програшну битву, і тому повинен тікати якомога далі.
Голден приєднався до ВКС Землі, щоб полишити планету. У ВКС ООН він служив старшим лейтенантом на борту UNN «Zheng Fei», поки ідеологічний конфлікт не переріс у фізичну конфронтацію, коли Голден намагався вдарити старшого офіцера. Офіцер ухилився, і Джеймс зламав руку об перегородку. Тоді Голдена віддали під загальний військовий суд, засудили та звільнили зі служби.
Після звільнення з ВКС Голден уклав контракт із фірмою-власником «Кентербері», прагнучи дістатися якомога далі від дому, Землі та ОООН.
На початку серіалу Голден представлений як той, хто насолоджувався відносною відсутністю відповідальності — яка приходить із посадою другого офіцера на віддаленому льодовозі «Кентербері».
З розвитком подій він незабаром стає капітаном «Росінанта». Вихований як моральний і відповідальний, коли взявся за справу, він відчуває потребу довести її до кінця. Завдяки тому, що він провів роки в ВКС ООН, Голден добре володів вогнепальною зброєю (наприклад пістолетами та кулеметами), і був хорошим стрільцем. Льодовоз «Кентербері» постачає воду мешканцям Поясу астероїдів.
Голден — той тип персонажа, який тонко розвивається на очах у глядачів, і це робить його постать приємною для сприйняття. Він морально добрий у всьому, перед обличчям постійно зростаючих викликів і продовжує тримати позицію, постійно навчаючись бути кращим.
Джеймс Голден (якого називають Голденом або Джимом) такий же прихильник доброї сторони у серіалі, як і в книзі. Хоча в серіалі він швидше стає симпатичним. Його багатобатьківське виховання наголошується в книгах, але також включено в серіал — щоб показати, як походження заважає йому зрозуміти, яким чином влаштований реальний світ. Оскільки його виховували ретельно, він вірить, що людям потрібна лише точна інформація, і тоді вони будуть робити правильні речі.
Після нападу на «Кентербері» Голден займав керівні посади, але відкриття протомолекули підняло його на важливу позицію. Особливо після того, як він почав бачити видіння Міллера, який веде його на станції «Кільце». Коли він повідомляє світові — корабель, який атакує «Кентебері», є марсіанським, то не зупиняється на думці, що ця інформація може почати війну. Тому що він сприймає це просто як інформацію. У книзі показано більше того, що лежить в основі вчинків Голдена, які є більш чистими. Принаймні, Голден виріс із того, хто вважає себе мудрим і вдумливим, коли ділиться важливою інформацією з усіма, до хлопця, який каже — деякі люди просто заслуговують смерті.
Бути хорошим лідером для Джима Голдена це витривалість — війна, щоб продовжувати, навіть коли він був змушений займати позицію, якої ніколи не бажав. Джим Голден в 1-му сезоні, (епізод «Дульсінея») — зовсім інший чоловік, ніж той, з яким мали справу в «Попелі Вавилона». Від гарячої безтурботної дитини, яка не бажала слави чи обов'язків, до людини, що потрапила в таку трагедію, котра змусила його поставити потреби інших вище за власні.
Після виведення корабля з ладу в епізоді 3 шостого сезону (Проєкція сили) Голден дає ворогові, Марко Інаросу, почесний вибір здатися. Стикаючись з неминучою поразкою, люди честі на війні зазвичай обирають капітуляцію, а не знищення, щоб врятувати життя свого екіпажу — якщо не з іншої причини. Інарос відхиляє пропозицію, натомість віддає перевагу знищенню над капітуляцією.
Боббі Дрейпер, чия чи єдина місія полягає в тому, щоб допомогти знайти і спричинити капітуляцію (або знищення) Інароса, випускає ракету, яка ліквідує його корабель. В останню хвилину, нікому не кажучи, Голден знешкоджує та дезактивує боєголовку в ракеті, змушуючи її просто нешкідливо осісти на кораблі. Він робить це тому, що бачить на екрані сина Наомі Філіпа, який показує, що він знаходиться на кораблі-мішені. Усі вважають це дурницею, а Голден їх не виправляє. Потрібно досить багато часу, перш ніж Голден визнає свої дії.
З того моменту, як Голден надсилає сигнал лиха на «Кентербері», чітко дає зрозуміти — він така людина, яка не може відвернутися від людей, які потенційно потребують його допомоги. І часом це доходить до таких дій, які не обов'язково є здоровими. Як-от його рішення в «Проєкції сили», але розгляд намірів є ключовим для розуміння його характеру. За своєю суттю він усе ще людина, яка хоче чинити правильно — намагається бути кращим, ніж обставини.
Голден розуміє принцип — люди завжди будуть робити помилки. І тому, коли його ганьблять своїми недоліками, він сприймає це з витонченістю, яку не роблять багато чоловічих персонажів. І це, мабуть, одна з чудових його рис. Але веселий безтурботний Джим Голден ніколи не хоче стати кимось, ким не пишається Наомі Нагата. Він хоче, щоб Наомі знала — вона має силу повернути його з пекла, куди б він не потрапив, і багато з цього стає основою їхніх стосунків.
Голден твердо стоїть на своїх переконаннях, але в той же час його готовність слухати залишається однією з найбільш приємнних рис. Оскільки це є ключем до того — що зробило його таким лідером, яким він є. Він вважає також — важливо зміцнювати партнерські стосунки з усіма на борту корабля, тому що, хоча він приймає рішення на основі власної інтуїції, прислухається до їхніх занепокоєнь і, принаймні, намагається зробити краще до наступної місії.
Велика частина останнього сезону серіалу курсує навколо тематичної важливості агентства, намагаючись продемонструвати, як це виглядає перед обличчям команди, яка намагається працювати разом, незважаючи на їхні розбіжності. І коли цій волі кидається виклик, насамперед Голденом, він обмірковує свої помилки, але все ж вирішує вірити, що його совість може спокійно зберегти обличчя. Керування та комунікація йдуть нога в ногу, коли прийняття рішень залежить від нього, а він покладається на почуття інших. Сенс усього цього — зауважити, що вони виграють війну, не втративши нікого у своїй команді.
Протягом усіх випробувань Голден дозволяв собі моменти вразливості. Щоб впоратися і переконатися, що навіть тим, хто часто піклується про інших, також потрібне плече підтримки, на яке можна покластися. Він полюбив Наомі і закохався в Наомі — він дав їй шанс побачити, ким він є насправді, і водночас дозволив іншим побачити, що є битви більші, ніж він може показати.
У серії книг «The Expanse» є кілька персонажів, які з'являються у випущених романах, присутність Джеймса Холдена в них була постійною. Він один з головних героїв, отже, центральна фігура сюжету. Тому саме він буде тим, кого шукатиме Протомолекула. Це також вірно для серіалу — перший епізод 5-го сезону дав пояснення, чому Голден може розмовляти та взаємодіяти з Протомолекулою та руїнами Ілуса.
Намагаючись переконати Фреда Джонсона в небезпеці збереження протомолекули, Голден пояснює — він вважає, що його взаємодія з створеним протомолекулою Міллером змінила його мозок. І тепер він може бачити дивних істот, які, на його думку, є тими, хто знищив творців Кільця. Після того, що сталося з Джулі Гао та створення гібридів людини і протомолекули, ідея про те, що протомолекула може змінити фізіологію людини, не є нова. Голден однак залишився самим собою — ймовірно тому, що до того часу, коли «привид» Міллера почав спілкуватися з ним, цілями протомолекули були не заразити і поширюватися, як на Еросі, а направляти Голдена.
Хоча видіння-Міллер, очевидно, було знищено наприкінці 4-го сезону, що припинило зв'язок Голдена з ним, Джон пояснює, чому він все ще має здатність відчувати. Він порівнює цю здатність зі складанням паперу, яка зберігає «складки» — навіть після того, як ви його розрівняєте. Фред Джонсон, однак, не переконаний і називає це пошкодженням мозку. Враховуючи все, що сталося в серіалі, пояснення Голдена, імовірно, є правдою або, принаймні, певною формою правди.
Через те, що Голден позиціонував себе як нейтральну позицію в конфлікті Землі, Марса та Поясан, а також оскільки він мав власний досвід роботи з Протомолекулою, то став ніби фахівцем у цьому питанні. Але наближення до інопланетних істот зрештою матиме наслідки і для нього.
Він — незалежний землянин, який протягом шести сезонів залишається вірним своїм переконанням. Він бачив сірі, розмиті лінії між чорним і білим політичним та стратегічним мисленням навколо себе. Голден розумів — для того, щоб запровадити мир у Всесвіті, людям потрібно вийти за межі історії про те, звідки вони прийшли, і замість цього подивитися, куди вони прямують.
Голден — лідер військового часу, подобається йому це чи ні. Він командує одним із найсильніших кораблів союзників, який виступає проти Вільного флоту. Вибір впливає не лише на нього, його команду та близьких, але й на всі союзні сили.
Він зробив багато зусиль, щоб врятувати сина своєї партнерки. Що мало б сенс і по-своєму було б неймовірно сміливим (якщо не дурним і егоїстичним) рішенням. Однак все, що Голден зробив, це відклав неминуче. Поки Філіп залишався на кораблі Інароса, його неминуче було б знищено. Те, що Голден не міг бути причиною знищення сина Наомі, на людському рівні цілком зрозуміло. Пізніше, всі погоджуються, що корабель Інароса потрібно знищити в битві. Коли команда Голдена знову отримує можливість знищити корабель Інароса, вони користуються нею. Саме Наомі розробляє план, який зрештою призведе до знищення її власного сина. Голден відклав рішення лише для того, щоб воно лягло на ту саму жінку, яку він намагався захистити. Якби Голден знищив корабель Інароса, коли мав нагоду, він, швидше за все, прискорив би кінець війни. Цілком природно, що вся ця послідовність подій не сподобалася сценаристам — те, що Наомі відповідальна за смерть свого сина, а не Голден. Непомічений Філіп, тікає до того, як корабель Інароса встигне пройти через кільце.
Голден передає хвилинну владу Каміні Драммер і залишається лідером в тіні — з власного бажання